# À Léonard Snetlage

À Léonard Snetlage, paru en 1797, est la dernière œuvre de Giacomo Casanova publiée avant sa mort, survenue le 4 juin 1798. Dans ce petit livre  il critique le dictionnaire de néologismes français du lecteur de français de l'Université de Gottingue, Leonhard Wilhelm Snetlage. Casanova réserve ses commentaires les plus tranchants pour les mots "révolution" et "sansculottide".